# Hymenolobium mesoamericanum
Hymenolobium mesoamericanum är en ärtväxtart som beskrevs av Haroldo Cavalcante de Lima. Hymenolobium mesoamericanum ingår i släktet Hymenolobium och familjen ärtväxter. Inga underarter finns listade i Catalogue of Life.